# فمکه هیمسکرک
فمک هیمسکرک (به هلندی: Femke Heemskerk) (زادهٔ ۲۱ سپتامبر ۱۹۸۷ ‏(۳۷ سال)) شناگر اهل هلند است.